# Elin Wägner
Elin Matilda Elisabet Wägner (Lund, Escània, Suècia, 16 de maig de 1882 - Rösås, Småland, Suècia, 7 de gener de 1949) fou una escriptora, periodista i feminista sueca. Part del moviment feminista i del pacifisme, fou una de les figures principals del sufragi femení a Suècia. Formà part de l'Acadèmia Sueca des del 1944 i en els darrers anys de la seva vida esdevingué quàquer.

## Biografia

### Joventut
Elin Wägner nasqué a Lund, a la planta superior d'una escola primària (avui dia Spyken) a Vårfrugatan, prop del barri vell de la ciutat. Fou la filla de la sacerdotessa Anna Ekedahl i el director d'escola Sven Wägner, germana de Harald Wägner.
La seva mare morí de sèpsia puerperal quan l'Elin només tenia tres anys. Dos anys més tard, la família es traslladà més al nord, a Nyköping, on el pare continuà la seva feina de director. Sven conegué Augusta Ulfsparre i s'hi casà el 1888. 9 anys més tard fou nomenat director de l'escola primària a Helsingborg.
A Helsingborg, Wägner va estudiar a l'escola primària per noies Appelgrenska. Allà participà en el diari escolar i aparentment en va escriure la majoria de contribucions. El 1899 va guanyar el premi per un relat breu publicat a la revista Linnéa, de caràcter juvenil. La primavera següent començà a treballar pel seu pare mentre continuava escrivint petites històries que publicava sota diversos pseudònims al Helsingborgs-Posten. El gener de 1903 passà a formar part de la plantilla del diari i escriví des de llavors reportatges, relats i novel·les breus publicades sota pseudònims com Cafour, E. -er o Pytia.

### Etapa periodística
Amb vint-i-un anys inicià una relació amb Hjalmar Jönsson, 5 anys més gran que ella i periodista al mateix diari, tot i que no durà molt. Durant la primavera i l'estiu de 1904 es traslladà a Londres per treballar-hi autònomament però no va tenir gaire èxit. El desembre del mateix any, gràcies al director del diari on havia treballat amb posterioritat, aconseguí una feina al Vårt land d'Estocolm tot i que no s'hi estigué gaire temps. Wägner va patir una depressió després del seu afer amorós amb Jönsson i de la mort de la seva germanastra Ruth que es va ofegar. Després dels successos, es traslladà amb els seus familiars a Småland. Al seu diari personal hi va descriure les experiències d'infidelitat que va patir i també escriví alguns relats curts pel setmanari Idun sota el pseudònim The Laughing Water. Aquests es recuperaren en el seu primer llibre Från det jordiska museet publicat el 1907.
A principis d'aquell mateix any es tornà a mudar a Estocolm per treballar com a assistent de redacció pel mateix setmanari per 150 corones sueques al mes. A l'Idun va poder escriure articles que agradaven al sector femení del diari tot i que també escrivia sota el pseudònim de Manon a la revista de sàtira Puck. El mateix any també començà a treballar a Dagens Nyheter, el diari més gran de Suècia, escrivint la crònica de cartes Sommarflirt. El novembre de 1907 s'hi afegí la crònica del mateix estil Norrtullsligan amb els mateixos personatges, oficinistes de classe baixa residents a Estocolm, i escrita els divendres a la tarda per tal de ser publicada durant el cap de setmana.

### Etapa sufragista

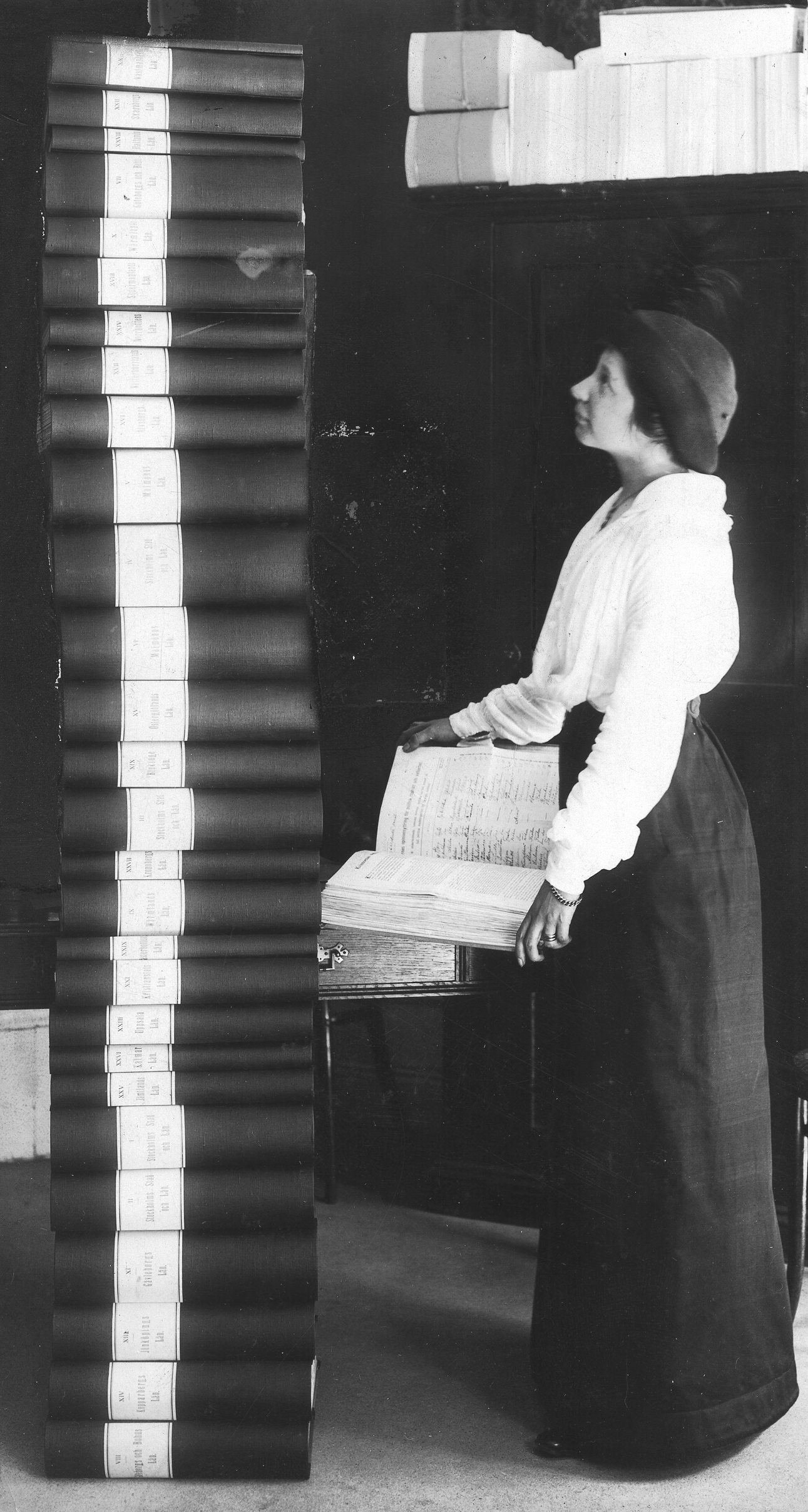
Elin Wägner amb les 350.000 signatures recollides entre el 1913 i el 1914 pel suport al sufragi femení.

Encara a l'Idun, passà a convertir-se en secretària de redacció i escriví els seus propis articles al diari. La seva temàtica incloïa escriptores i pintores però també escrivia sobre la societat de l'època i la situació de la dona. Una de les seves peces més importants fou l'entrevista a Ellen Key, escriptora, feminista i sufragista, el gener de 1908. Aquella mateixa primavera també entrevistà a Signe Bergman, representant de la Landsföreningen för kvinnans politiska rösträtt (Associació Nacional pel Sufragi Femení). El contacte amb aquestes dues personalitats van portar Wägner a involucrar-se al moviment sufragista. El 1909 va representar l'Sveriges Kvinnliga Fredsförening (Associació Sueca de les Dones de la Pau) al congrés de l'Aliança Internacional de Dones a Londres. A l'Idun, va defensar el dret a l'autodeterminació de les dones en un debat contra la Svenska riksförbundet för sedlig kultur (Associació Sueca per la Cultura Moral) on fou titllada de perill per a la moralitat dels joves. L'escriptora anònima que la va acusar afirmava ser resident de Yorkshire i signava com a "Ung moder i England" ("Jove mare a Anglaterra"), tot i això, Wägner va descrobrir i revelar que aquella escriptora realment era Hjalmar Jönsson, la seva antiga parella.
Sota la mateixa temàtica, continuà participant al Dagens Nyheter signant com a Devinez ("Endevina qui") principalment amb articles que descrivien la situació de la dona. Aprofità la seva experiència en la indústria periodística per publicar la novel·la Pennskaftet el setembre de 1910. Aquesta tractava d'una jove periodista involucrada en el moviment sufragista femení. En ella, Wägner expressà també les seves opinions sobre la moral sexual, clarament influenciada per Ellen Key a qui havia entrevistat amb anterioritat, indicant per exemple que les dones també poden tenir relacions sexuals sense estar casades.
Aquell mateix any es casà amb el periodista John Landquist i emprengué les preparacions pel congrés de l'Aliança Internacional de Dones celebrat a Estocolm el juny de 1911. Gràcies a la seva feina a ambdós diaris va poder publicar informació i retratar les dones més importants del moviment com Anna Howard Shaw o Rosika Schwimmer.
El 1911 posà fil a l'agulla en la seva següent novel·la, Helga Wisbeck, basada en una dona que s'havia abstingut del matrimoni i de tenir fills per poder dedicar-se exclusivament en la seva professió. En ella, s'hi van dibuixar també dues amigues de l'Elin, la ginecòloga Ada Nilsson i l'uròloga Alma Sundquist, per Helga Wisbeck.
El març de 1914, passà a formar part de Frisinnade kvinnor (Associació Sueca de les Dones Liberals) com a secretària al costat de la presidenta Emilia Broomé. L'associació va donar suport a la dreta al Riksdag que va acabar votant no al sufragi femení i com a conseqüència va fer dimitir el govern. Durant la Primera Guerra Mundial, Wägner describí la seva decepció per l'inici d'aquesta i participà en trobades internacionals de dones relacionades amb l'inactivitat del congrés. El mateix any i el següent, va començar a dedicar cada vegada menys temps a l'Idun posicionat en contra dels seus ideals i el gener de 1916 el va deixar amb l'excusa que volia tenir més temps per escriure llibres.

### Últims anys
A l'octubre de 1948 Wägner va ser diagnosticada amb un tumor estomacal pels metges de Växjö. Durant la cirurgia es va descobrir que el tumor s'havia estès i que la cirurgia havia arribat massa tard.
La cerimònia fúnebre va tenir lloc a l'església de Berg el 13 de gener de 1949 i fou enterrada al Cementiri del Nord a Lund, al costat de la seva mare, Anna Ekedahl.

### Plaques literàries
Hi ha prop de 70 plaques literàries a diversos indrets d'Estocolm. Un d'ells incorpora una citació de Norrtullsligan (1908) inaugurat el 1992 a Norrtullsgatan 10.

## Repercussió
El 2019, Skånetrafiken va anunciar que un dels seus nous trens (Pågatågen) duria el nom d'Elin Wägner.

## Obra

### Guions cinematogràfics
- Hon fick platsen eller Exkonung Manuel i Stockholm (1911, també interpretà un personatge secundari)
- Systrarna (1912)
- De fem pärlorna (1927, mai enregistrada)
- Ungdom (1927)
- Efterlyst (1939)
- Åsa-Hanna (1946)